# مریگلد، میسیسیپی
مریگلد (به انگلیسی: Merigold) شهرکی در ایالت میسیسیپی کشور ایالات متحده آمریکا است که جمعیت آن در سرشماری سال ۲۰۱۰ میلادی، ۴۳۹
نفر بوده‌است.